# Mistrzostwa Europy w Saneczkarstwie 1967
16. Mistrzostwa Europy w saneczkarstwie 1967 odbyły się w zachodnioniemieckim Schönau am Königssee. Rozegrane zostały trzy konkurencje: jedynki kobiet, jedynki mężczyzn oraz dwójki mężczyzn. W tabeli medalowej najlepsze było RFN.

## Wyniki

### Jedynki kobiet
| Medal | Zawodniczka       | Narodowość | Czas | Strata |
| ----- | ----------------- | ---------- | ---- | ------ |
|       | Christina Schmuck | RFN        |      |        |
|       | Angelika Dünhaupt | RFN        |      |        |
|       | Helena Macher     | Polska     |      |        |

### Jedynki mężczyzn
| Medal | Zawodnik            | Narodowość | Czas | Strata |
| ----- | ------------------- | ---------- | ---- | ------ |
|       | Leonhard Nagenrauft | RFN        |      |        |
|       | Fritz Nachmann      | RFN        |      |        |
|       | Józef Matlak        | Polska     |      |        |

### Dwójki mężczyzn
| Medal | Zawodnicy                      | Narodowość | Czas | Strata |
| ----- | ------------------------------ | ---------- | ---- | ------ |
|       | Josef Feistmantl/Wilhelm Bichl | Austria    |      |        |
|       | Helmut Thaler/Reinhold Senn    | Austria    |      |        |
|       | Ryszard Gawior/Zbigniew Gawior | Polska     |      |        |

## Klasyfikacja medalowa
| Miejsce | Państwo |   |   |   | Razem |
| ------- | ------- | - | - | - | ----- |
| 1.      | RFN     | 2 | 2 | 0 | 4     |
| 2.      | Austria | 1 | 1 | 0 | 2     |
| 3.      | Polska  | 0 | 0 | 3 | 3     |